# تلمبة حاج ميرزا شاهرخي (فسارود)
تلمبة حاج میرزا شاهرخي (بالإنجليزية: Tolombeh-ye Hajj Mirza Shaharkhi)‏ هي منطقة سكنية تقع في إيران في فارس.